# 佩兹纳斯
佩兹纳斯（法語：Pézenas，法語發音：[pez(e)nas]）是法国埃罗省的一个市镇，位于该省中部，属于贝济耶区。

## 地理
佩兹纳斯（43°27'34"N, 3°25'22"E）面积29.56 平方千米，位于法国奧克西塔尼大區埃罗省，该省份为法国南部沿海省份，南濒地中海，西南接奥德省，西北接塔恩省和阿韦龙省，东北与加尔省接壤。
与佩兹纳斯接壤的市镇（或旧市镇、城区）包括：阿利尼昂迪旺、欧姆、卡斯泰尔诺德盖尔、科镇、弗洛朗萨克、莱济尼昂拉塞布、蒙塔尼亚克、内济尼昂莱韦克、尼扎斯、圣蒂贝里、图尔布。

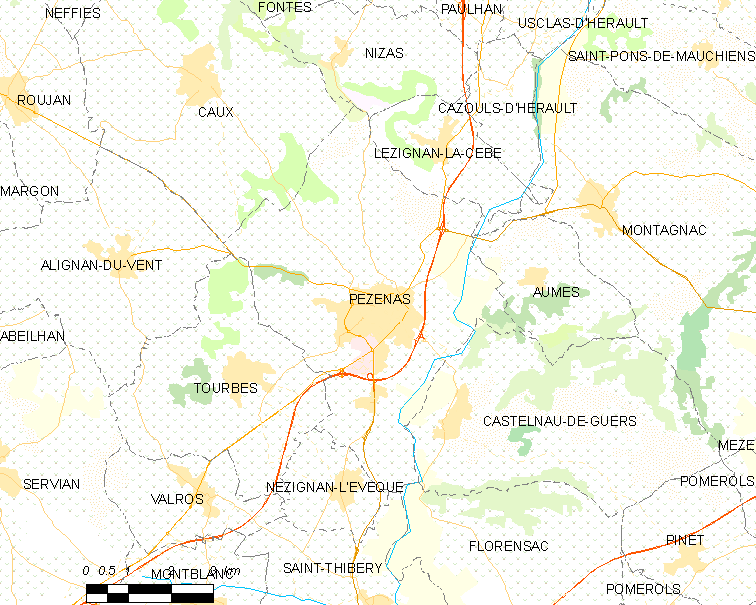
佩兹纳斯的OSM定位图

佩兹纳斯的时区为UTC+01:00、UTC+02:00（夏令时）。

## 行政
佩兹纳斯的邮政编码为34120，INSEE市镇编码为34199。

## 政治
佩兹纳斯所属的省级选区为佩兹纳斯县。

## 人口

1962-2008年间佩兹纳斯人口变化图示

佩兹纳斯于2022年1月1日时的人口数量为7789人。

## 友好城市
英格兰 馬基特德雷頓

## 图集

佩兹纳斯 - Pézenas
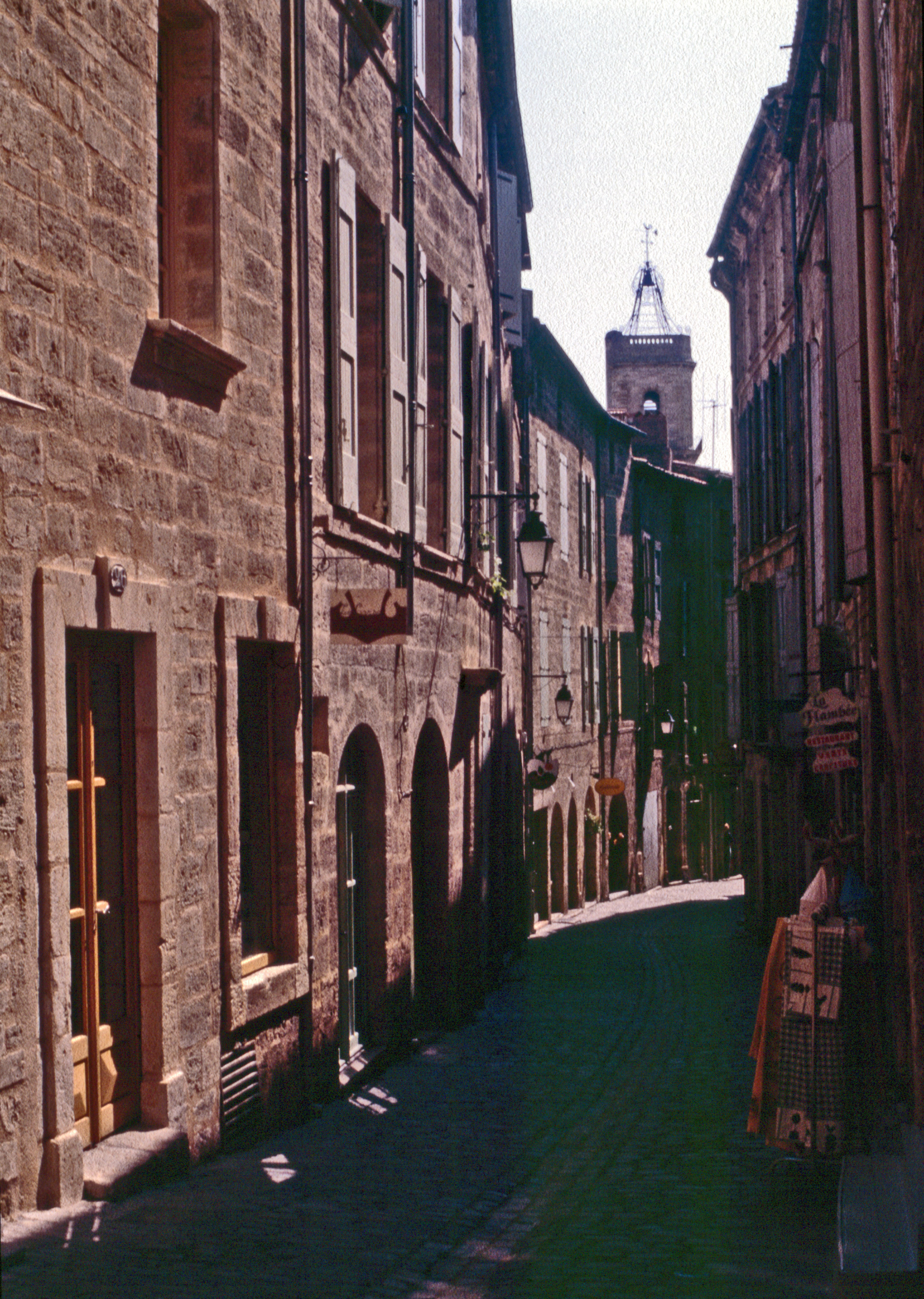
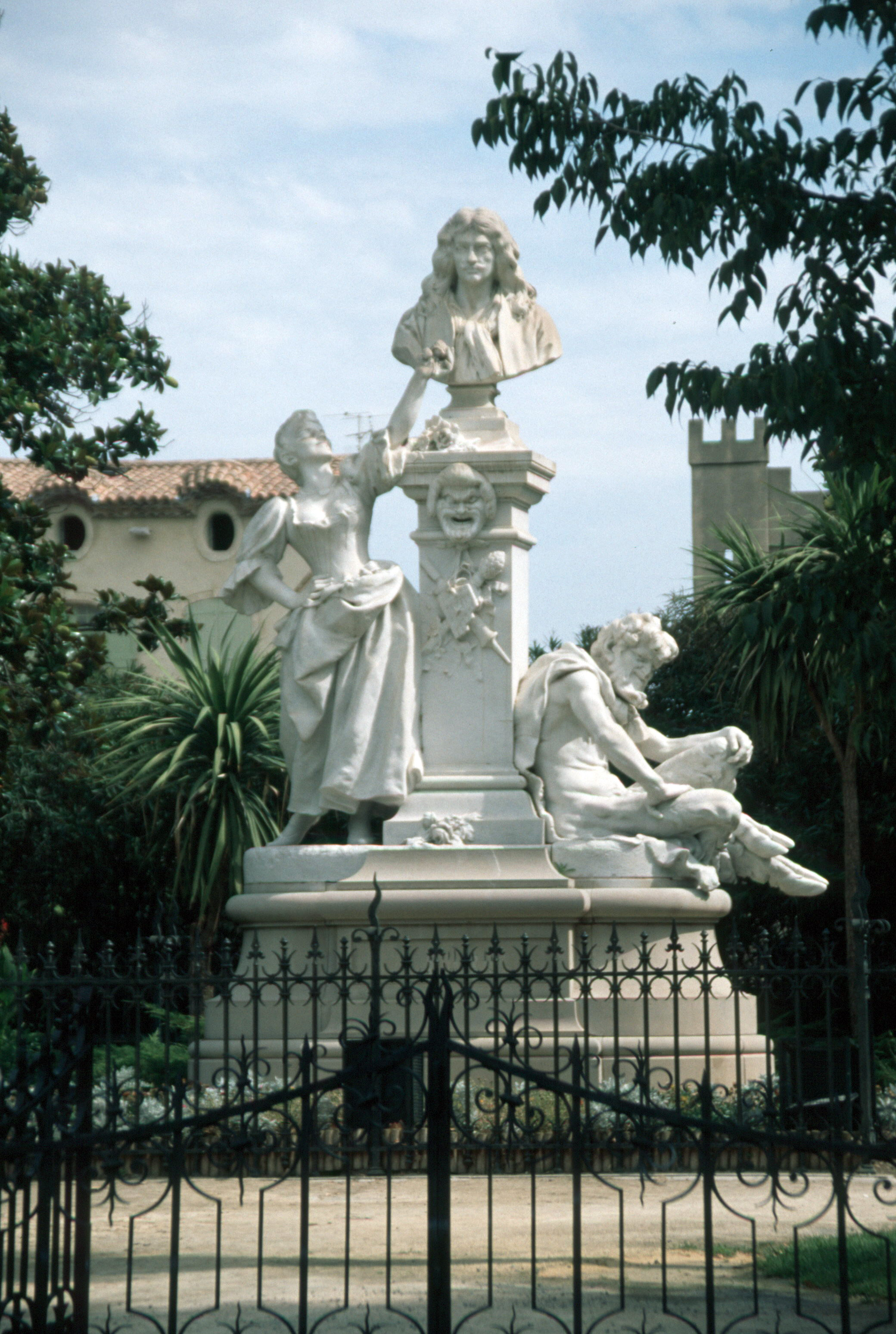
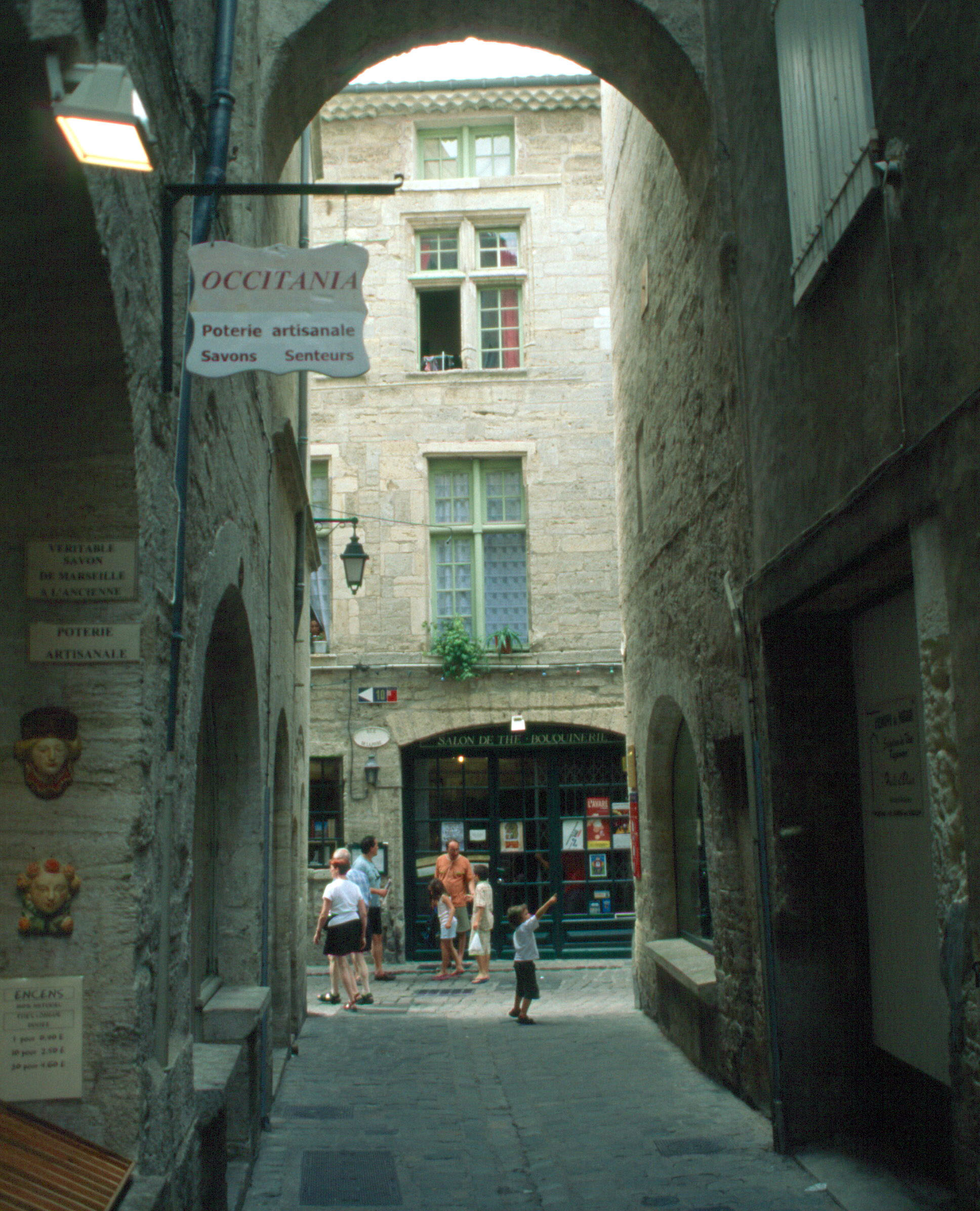
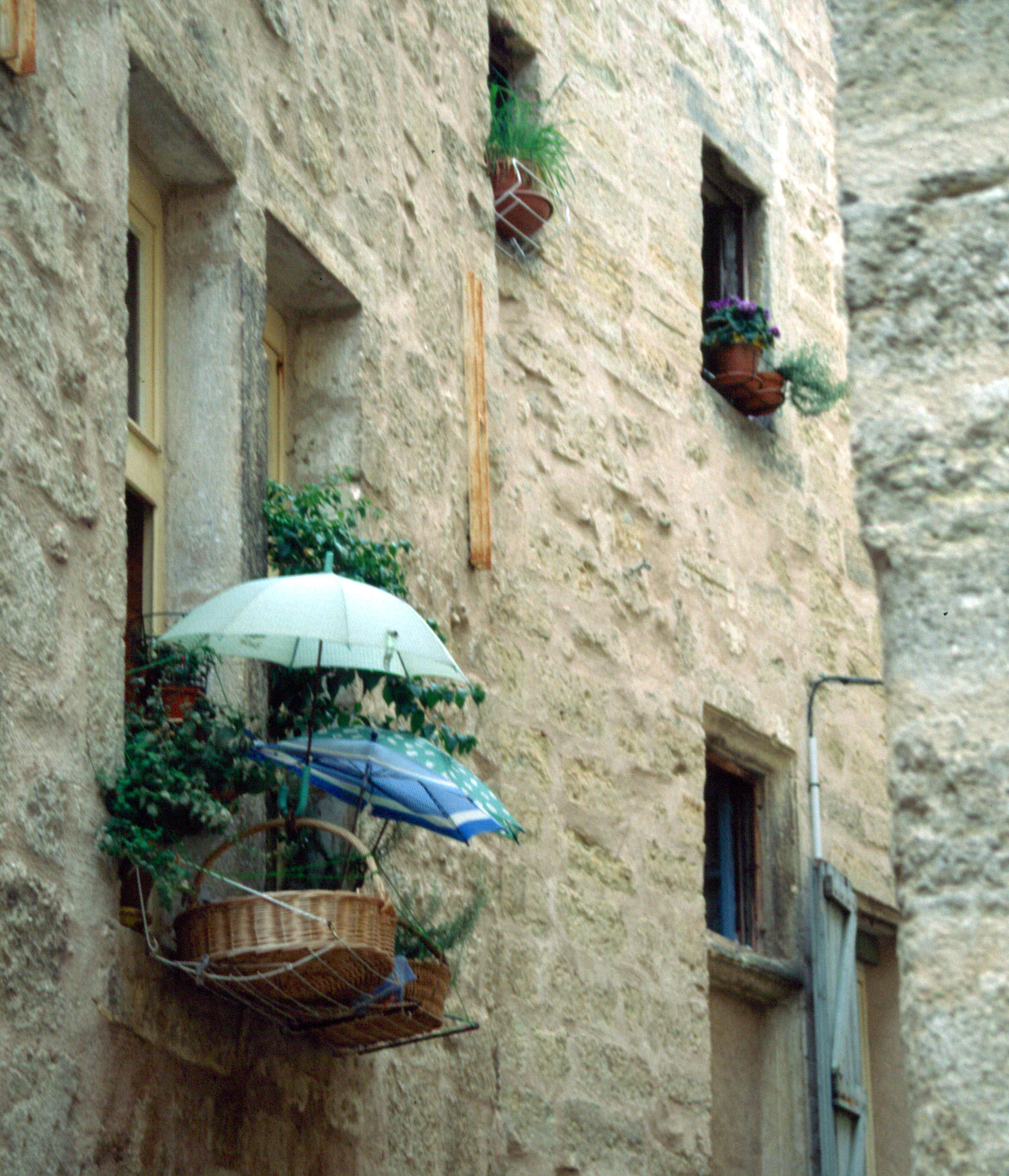
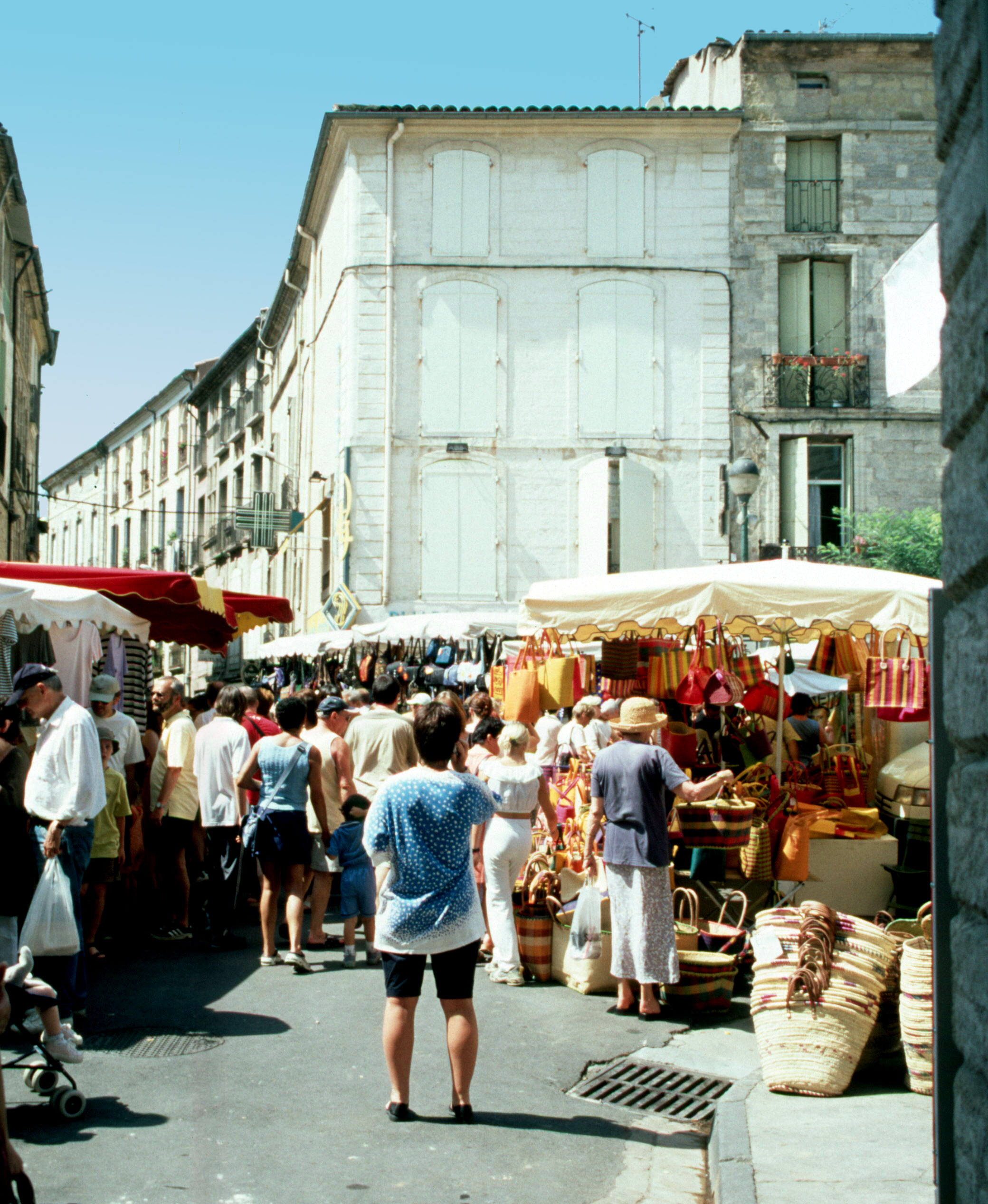
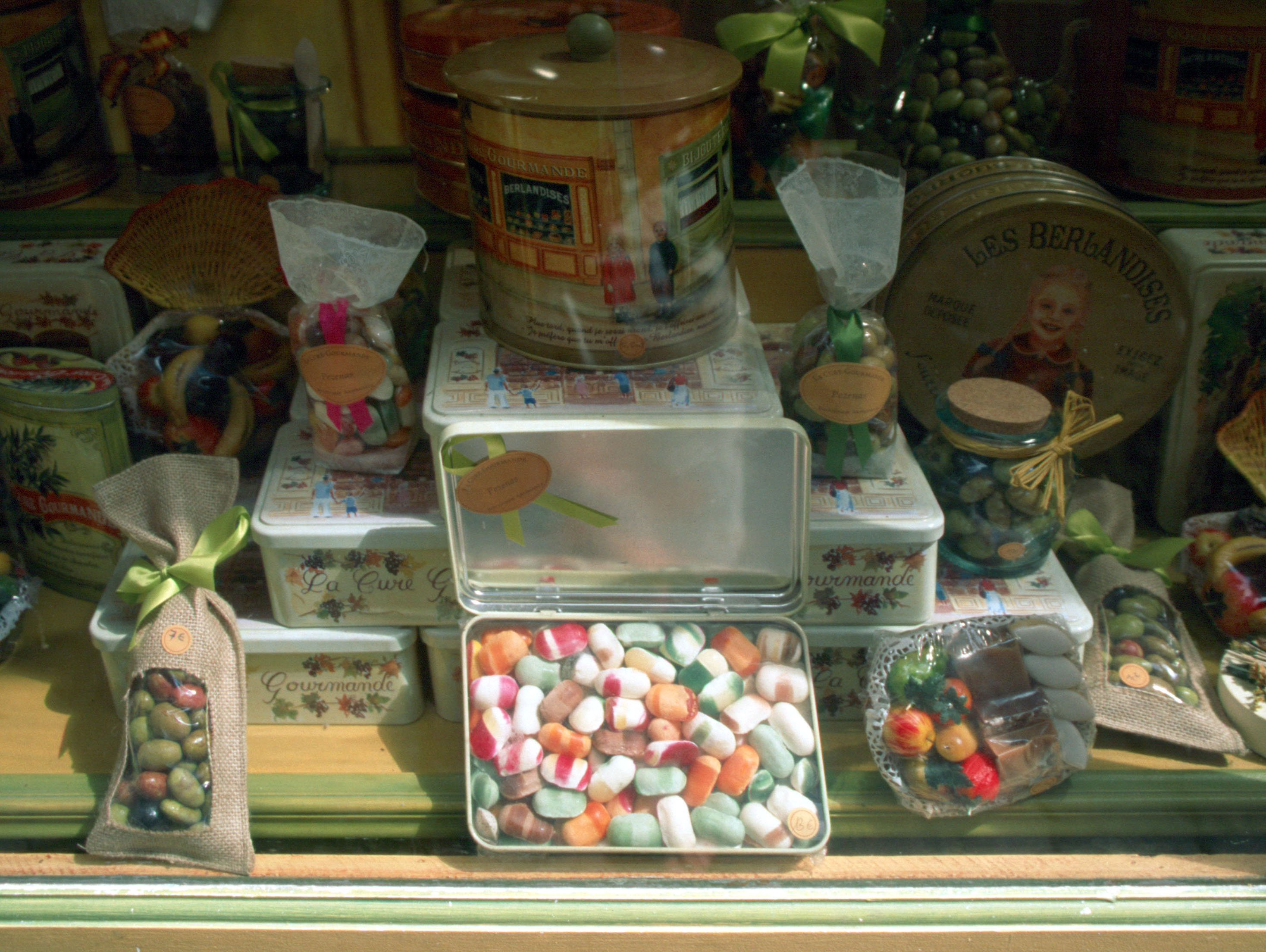
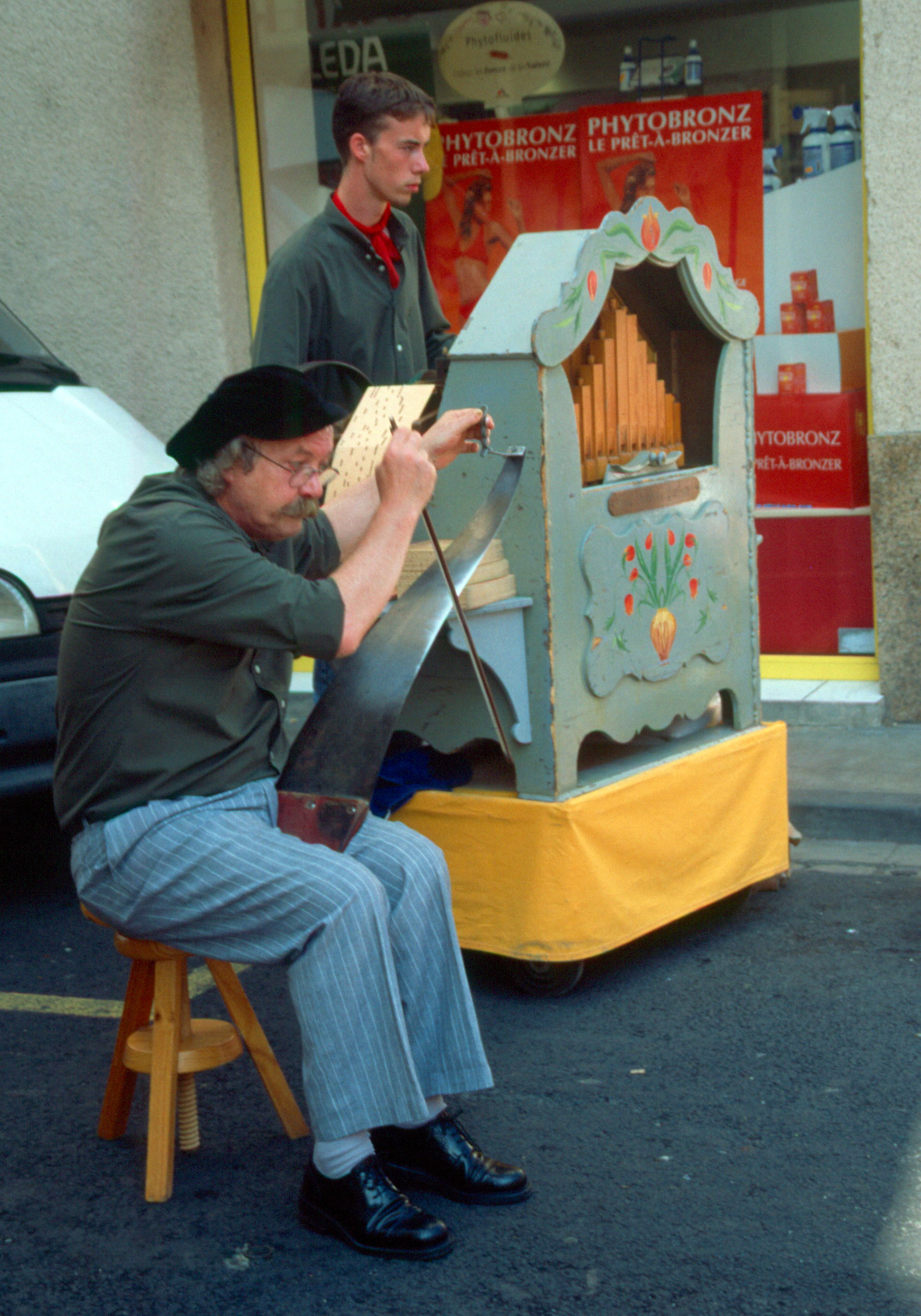